# Partant pour la Syrie
Partant pour la Syrie (Partiendo a Siria) es una canción patriótica francesa, cuya música fue escrita por Hortense de Beauharnais y el texto por Alexandre de Laborde en o alrededor de 1807. Es un ejemplo clásico de las canciones que evocan el espíritu de la Edad Media y el género de los trovadores que floreció bajo el Primer Imperio. 

## Contexto
La canción está inspirada en la campaña egipcia del general Bonaparte en 1798. Es una composición caballeresca, que compara al general con un caballero en una cruzada en un estilo típico del Primer Imperio. La reina Hortense explica, en sus memorias, que compuso la música mientras vivía en el Château de Malmaison. El musicólogo Arthur Pougin impugnó la atribución a la reina Hortensia y atribuyó la melodía al flautista Louis Drouet y profesor en la Corte de Holanda de 1806 a 1810, pero investigaciones recientes muestran que su teoría fue motivada por su hostilidad hacia el Segundo Imperio.
Aprovechando su popularidad, las voces han sido arregladas para muchos instrumentos por un gran número de compositores.
El poema de Laborde se tituló originalmente Le Beau Dunois y contaba la extraordinaria historia del cruzado Dunois. Reza a la Virgen María antes de partir hacia Siria para que le dé la oportunidad de amar a la más bella de las mujeres y de ser él mismo el más valiente de los caballeros. Sus oraciones son atendidas y, a su regreso, obtiene la mano de la bella Isabelle. Los valores aquí son los del amor y el honor.

## Popularidad
La canción clásica fue popular en todo el Primer Imperio, durante el exilio de Hortense de Beauharnais y entre los bonapartistas durante la Restauración. Durante el Segundo Imperio, Partant pour la Syrie fue el himno nacional no oficial, mientras que La Marsellesa fue prohibida hacia el final del Imperio. Con la caída de Napoleón III, la popularidad de la canción declinó. Se cantó con motivo de la partida del emperador depuesto en el exilio del castillo de Wilhelmshöhe a Inglaterra en 1871. Sigue siendo hoy un componente del repertorio musical militar francés.
La melodía es retomada por Camille Saint-Saëns, en el movimiento Fóssiles del Carnaval de los Animales (1886). Entrelaza varias melodías conocidas: Au Clair de la lune, Una Voce poco fa, su propia Danza Macabra. y también el aire napoleónico tan difundido durante el Segundo Imperio.
Las dos primeras líneas se citan en Le Père Goriot (1834), una novela de Honoré de Balzac, como una broma del empleado del Museo hacia M. Poiret y su apoyo de Mlle Michonneau.
En la novela Una ciudad flotante (1871), Julio Verne menciona, Partons pour la Syrie como himno nacional francés. Al final de la velada, está previsto tocar "God Save the Queen".
“Pero algunos estadounidenses rezaron a Paul V ... para que les tocara la canción nacional de Francia. Inmediatamente, mi dócil compatriota inició el inevitable Partant pour la Syrie. Enérgicas quejas de un grupo de norteños que querían escuchar La Marsellesa. Y sin que nadie se lo pidiera, el obediente pianista con una condescendencia que denotaba más facilidad musical que convicción política atacó con vigor el canto de Rouget de Lisle."

## Texto

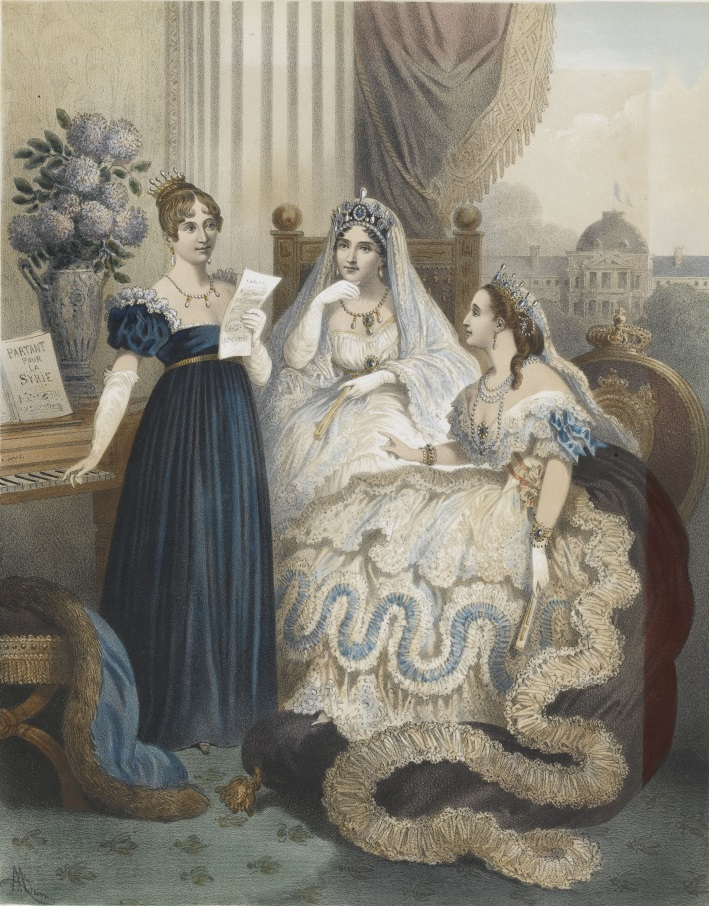
Hortense de Beauharnais cantando Partant pour la Syrie frente a las emperatrices Joséphine y Eugenie (escena ficticia)

Partant pour la Syrie,

 Le jeune et beau Dunois,

 Venait prier Marie

 De bénir ses exploits :

 Faites, Reine immortelle,

 Lui dit-il en partant,

 Que j'aime la plus belle

 Et sois le plus vaillant.

 Il trace sur la pierre

 Le serment de l'honneur,

 Et va suivre à la guerre

 Le Comte son seigneur ;

 Au noble vœu fidèle,

 Il dit en combattant :

 Amour à la plus belle,

 Honneur au plus vaillant.

 On lui doit la Victoire.

 Vraiment, dit le seigneur ;

 Puisque tu fais ma gloire

 Je ferai ton bonheur.

 De ma fille Isabelle,

 Sois l'Epoux à l'instant,

 Car elle est la plus belle,

 Et toi le plus vaillant.

 À l'Autel de Marie,

 Ils contractent tous deux

 Cette union Chérie

 Qui seule rend heureux.

 Chacun dans la chapelle

 Disait en les voyant :

 Amour à la plus belle,

 Honneur au plus vaillant.

Partiendo para Siria,

 El joven y guapo Dunois,

 vino a rezar a María

 Para bendecir sus actos:

 Hazlo, Reina inmortal,

 Le dijo al salir,

 Que amo a la más bella

 Y sé el más valiente.

 Él traza en la piedra...

 El juramento de rigor,

 Y seguirá a la guerra

 Al Conde su señor;

 Al voto noble y fiel,

 Dice en la batalla:

 El amor a la más bella,

 El honor a los más valientes.

 Le debemos la victoria.

 Verdaderamente, dice el Señor;

 Porque tú eres mi gloria.

 Te haré feliz.

 De mi hija Isabelle,

 Sé el esposo ahora,

 Porque ella es la más hermosa,

 Y tú eres el más valiente.

 En el Altar de María,

 Los dos contraen

 Esta unión querida

 Que tanto te hace feliz.

 Todos en la capilla

 Dijeron cuando los vieron:

 El amor a la más bella,

 El honor a los más valientes